# Quintanar de la Sierra
Quintanar de la Sierra település Spanyolországban, Burgos tartományban. Quintanar de la Sierra Palacios de la Sierra, Valle de Valdelaguna, Neila, Regumiel de la Sierra, Canicosa de la Sierra és Vilviestre del Pinar községekkel határos. Lakosainak száma 1513 fő (2024).

## Népesség
A település népessége az utóbbi években az alábbiak szerint változott:
| Lakosok száma | 2044 | 1896 | 1994 | 2053 | 2011 | 1939 | 1819 | 1658 | 1596 | 1513 |
|               | 2001 | 2004 | 2006 | 2009 | 2011 | 2014 | 2016 | 2019 | 2021 | 2024 |